# Nemopistha regina
Nemopistha regina is een insect uit de familie van de Nemopteridae, die tot de orde netvleugeligen (Neuroptera) behoort. 
Nemopistha regina is voor het eerst wetenschappelijk beschreven door Navás in 1913.